# Leptodactylus rhodostima
Leptodactylus rhodostima är en groddjursart som först beskrevs av Cope 1874.  Leptodactylus rhodostima ingår i släktet Leptodactylus och familjen tandpaddor. IUCN kategoriserar arten globalt som otillräckligt studerad. Inga underarter finns listade i Catalogue of Life.